# Cathédrale d'Ivrée
 (mars 2020).
Si vous disposez d'ouvrages ou d'articles de référence ou si vous connaissez des sites web de qualité traitant du thème abordé ici, merci de compléter l'article en donnant les références utiles à sa vérifiabilité et en les liant à la section « Notes et références ».
La cathédrale Saint-Marie-de-l'Assomption d'Ivrée (en italien : cattedrale di Santa Maria Assunta ou duomo di Ivrea), est une église catholique romaine d'Ivrée, en Italie. Il s'agit de la cathédrale du diocèse d'Ivrée.
Elle se trouve sur une colline dans la partie ancienne de la ville, à quelques pas du château d'Ivrée. Son histoire, plus que millénaire, se retrouve dans les parties préservées de ses structures romanes et par la série d'interventions ultérieures qui ont changé sa physionomie en l'adaptant graduellement aux goûts esthétiques émergents, au baroque et au néoclassicisme.

## Histoire
La découverte de restes substantiels d'édifices romains reconstruits dans les parties les plus anciennes de l'église lors des fouilles du XIXe siècle pour la construction de la nouvelle façade, suggèrent que, au-dessus des hauteurs où se trouve aujourd'hui la cathédrale, un sanctuaire était déjà présent au Ier siècle av. J.-C. Il s'agissait d'un temple romain dans l'axe du théâtre sous-jacent (dont certaines traces sont encore visibles). Ce temple a ensuite été transformé en une église chrétienne entre la fin du IVe et le début du Ve siècle, lorsque le diocèse d'Ivrée a été établi en le détachant de celui de Verceil. Cette première église avait un plan basilical à trois nefs avec deux absides opposés, selon un schéma assez répandu dans les premières églises chrétiennes. Bordant l'église, au sud-est, se situait le baptistère, aujourd'hui manquant.
La décision d'agrandissement et d'embellissement de la cathédrale a été prise par l'évêque Vérémond, qui en a tenu la chaire de 969 à 1005 et a donné l'impulsion du développement artistique à la cathédrale et au scriptorium (dans lequel travaillaient des copistes et des miniaturistes), pour marquer l'opposition au roi Arduin. Une pierre tombale de cette époque murée dans le déambulatoire possède les inscriptions « Condit hoc Domino praesul Warmundus ab imo ».
Les mesures du bâtiment construit dans ces années ont été conservées en grande partie dans l'église actuelle, notamment l'abside, les deux tours à côté et le déambulatoire derrière le chœur. Les deux campaniles qui se joignent à l'abside sont incorporées dans la structure de l'église au bout des deux allées. Leur façade extérieure est divisée en sept plans marqués par des briques et des arcs ornementaux. Les ouvertures, typiques des clochers romans, sont dotées de volets simples dans les plans inférieurs, qui deviennent doubles dans les plans supérieurs. Enfin, dans le clocher du sud, on trouve des triforas (it), des fenêtres à trois ouvertures verticales. Au nord, des pièces sont divisées par des pilastres.

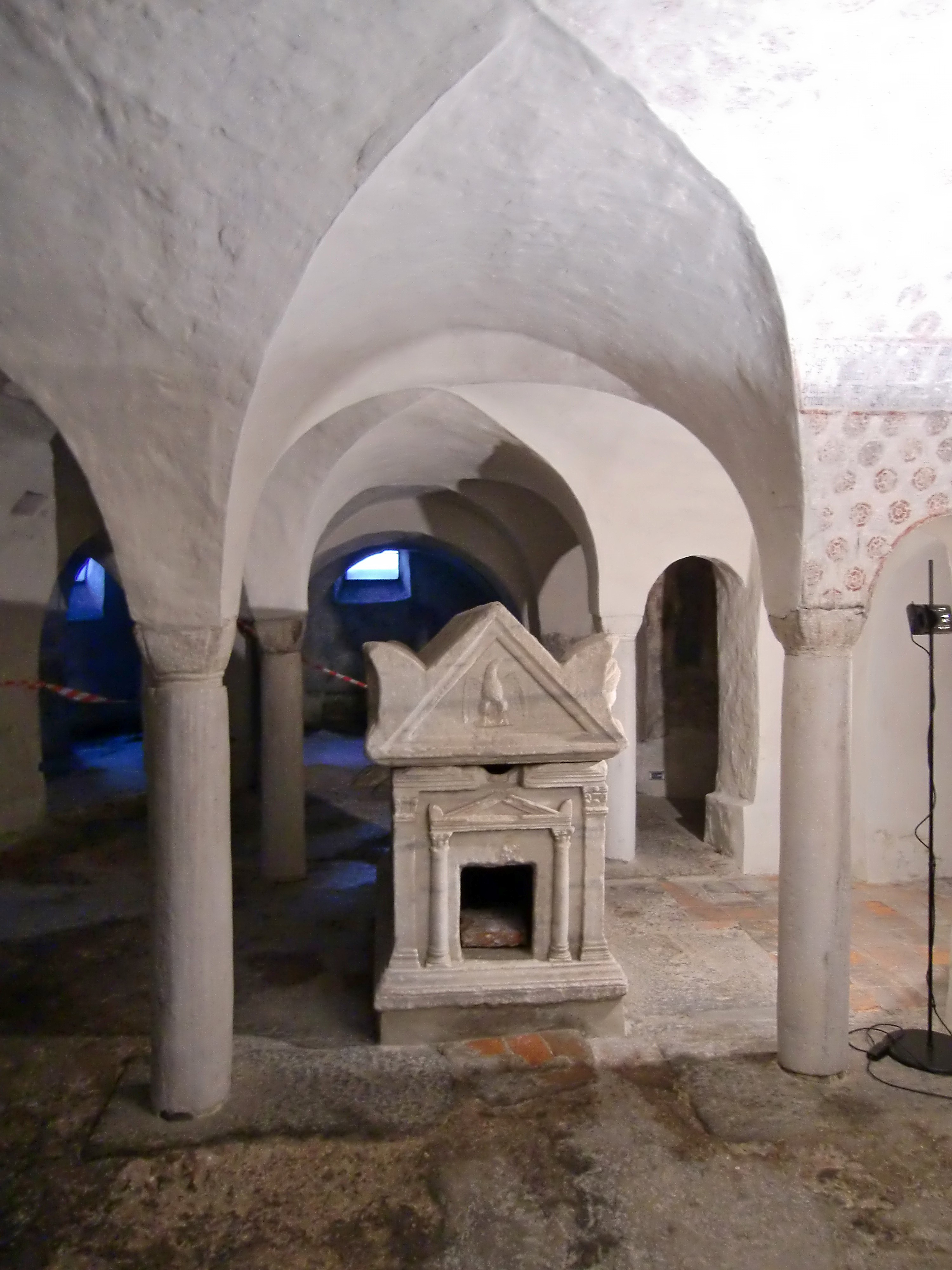
La crypte et le sarcophage avec les reliques de San Besso

Au cours des années de construction, Warmondo remanie la partie la plus ancienne de la crypte qui accueillait alors un sarcophage romain (dédié au questeur Caio Atecio Valerio). Elle est employée comme urne funéraire pour contenir les reliques de San Besso (it). Le complexe de ces structures, avec les restes de l'abbaye de Fruttuaria, est le témoignage principal de l'architecture romane du Canavese (it).
En raison des nombreuses rénovations au cours des siècles suivants, il n'est pas facile de découvrir quel aspect Warmondo voulait donner à la basilique. Sur la base des résultats qui ont émergé dans les travaux de restauration récents, on pense que les structures romanes qui peuvent maintenant être vues dans la partie occidentale de l'église sont le reste du massif occidental, sur la base d'une solution trouvée avant tout dans l'architecture ottonienne. Selon cette hypothèse, la cathédrale de Warmondo devait avoir maintenu le schéma de prédisposition avec des absides opposées (avec celle derrière le presbytère tourné, comme d'habitude, vers l'est) et un campanile sur les côtés de chaque abside. L'espace au-dessus de la crypte, entouré d'un déambulatoire, devait alors être une tribune placée dans une position élevée par rapport aux allées latérales réservées aux autorités impériales. L'explication architecturale du massif occidental est rendue plausible par le fait que Warmondo (nommé évêque par l'empereur Otton Ier) était un évêque qui avait voyagé en Allemagne dans sa jeunesse. On a émis l'hypothèse que l'orientation différente de l'église, ainsi que la disparition de l'abside orientale et les deux cloches, ont été les conséquences du terrible tremblement de terre de 1117 qui a affecté la vallée du Pô.
Au cours de la reconstruction du XIIe siècle, la cathédrale a profondément changé sa physionomie en adoptant un plan beaucoup plus semblable à celle d'aujourd'hui. Le presbytère à l'extrémité ouest de la nef a été remonté, la crypte a été élargie, la façade avec le portail d'accès a été construite sur le côté est; la partie supérieure des deux tours du clocher a été reconstruite.

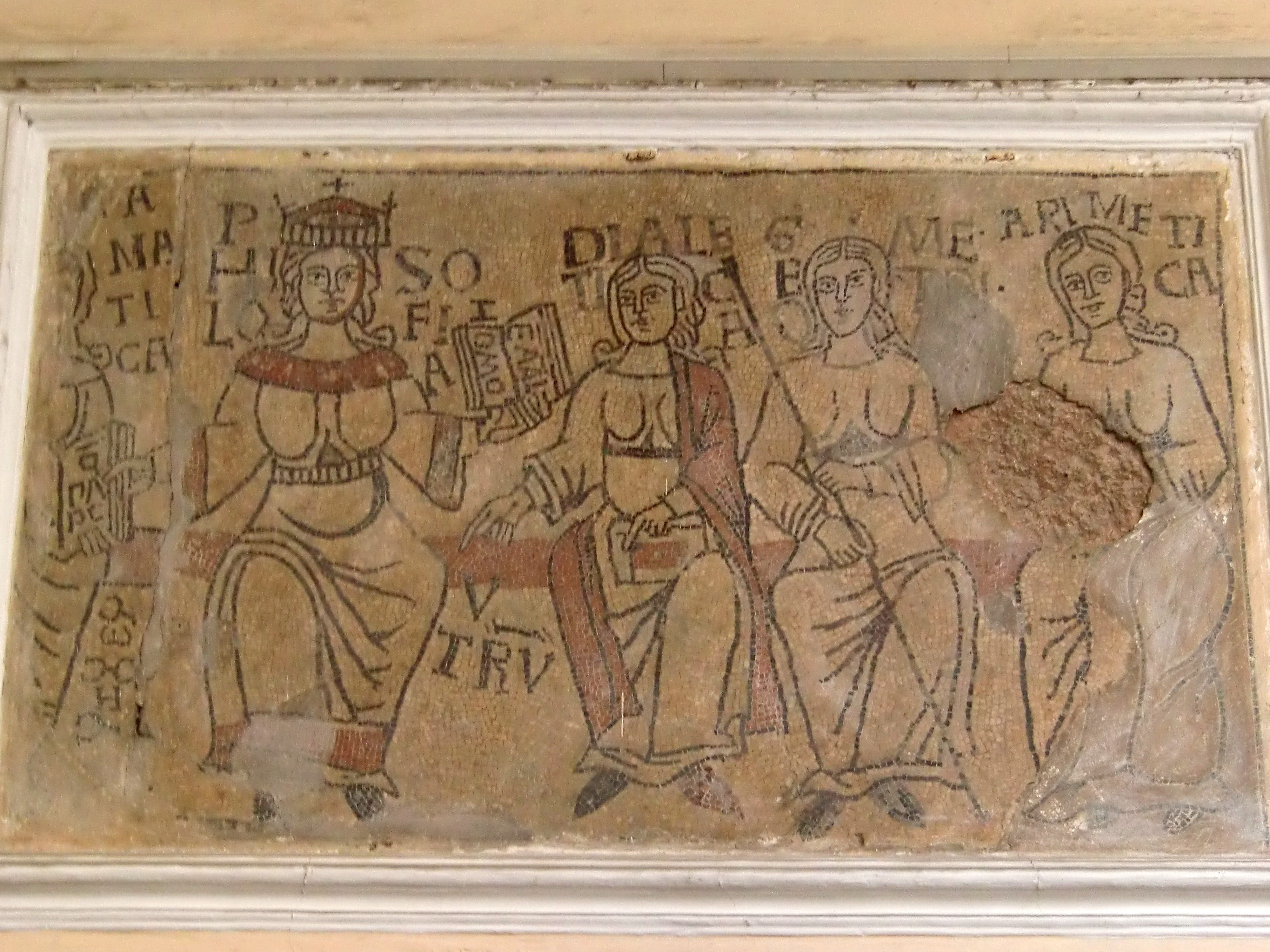
Les arts libéraux représentés en mosaïque

La cathédrale a probablement vu un développement remarquable de sa décoration. Cette période a vu l'apparition de mosaïques, maintenant placées sur un mur dans la cour du Séminaire de l'évêque, où figurent certains des arts libéraux comme la philosophie qui est représentée en tenant dans la main un livre ouvert avec le mot animal homo. Le choix du sujet est susceptible d'être lié à l'importance du scriptorium d'Ivrea dans les études ecclésiastiques.
Pour compléter la description des structures romanes, il faut évoquer la présence des ruines d'un cloître, situées près de l'abside de la cathédrale et caractérisées par l'élégance des arches et des chapiteaux de pierre, tous différents les uns des autres. Il porte le nom du cloître des chanoines car il devrait servir pour le chapitre des chanoines qui, avec l'évêque, vivaient dans des bâtiments près de la cathédrale.

## Restructurations successives
Au cours des XIIIe et XVe siècles, une série d'interventions visait principalement la modernisation et le développement de la décoration, comme en témoignent les fresques (dont certaines ont récemment été mises en lumière) que l'on peut voir à l'intérieur de la crypte, le long de l'escalier d'accès au déambulatoire. Au niveau architectural en 1464, l'évêque Giovanni di Parella (dont la pierre tombale est visible, emmurée juste après la porte d'entrée à gauche) crée la sacristie capitulaire sur le côté sud de l'église. Il n'y a plus aucune trace de cette construction en raison de la reconstruction réalisée en 1846. Le même évêque a aussi la création des stalles en bois destinés à la modernisation du chœur. Cette importante sculpture en noyer avec motifs décoratifs représentait des plantes, des figures humaines et animales, côte à côte avec des histoires de l'Ancien Testament. Elle est l'oeuvre de Baldino da Surso, un ébéniste de Pavie et est restée en place jusqu'à la 1787. Remplacée par de nouvelles stalles peintes en grisaille par Carlo Cogrossi. Les panneaux de Bernardino da Surso ont été partiellement rassemblés dans le musée civique d'Art antique (it) de Turin.

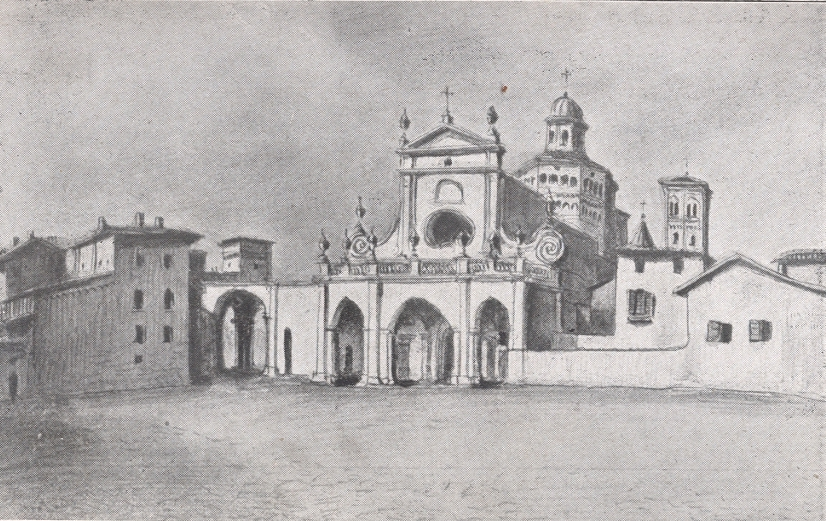
Un dessin de la façade Renaissance.

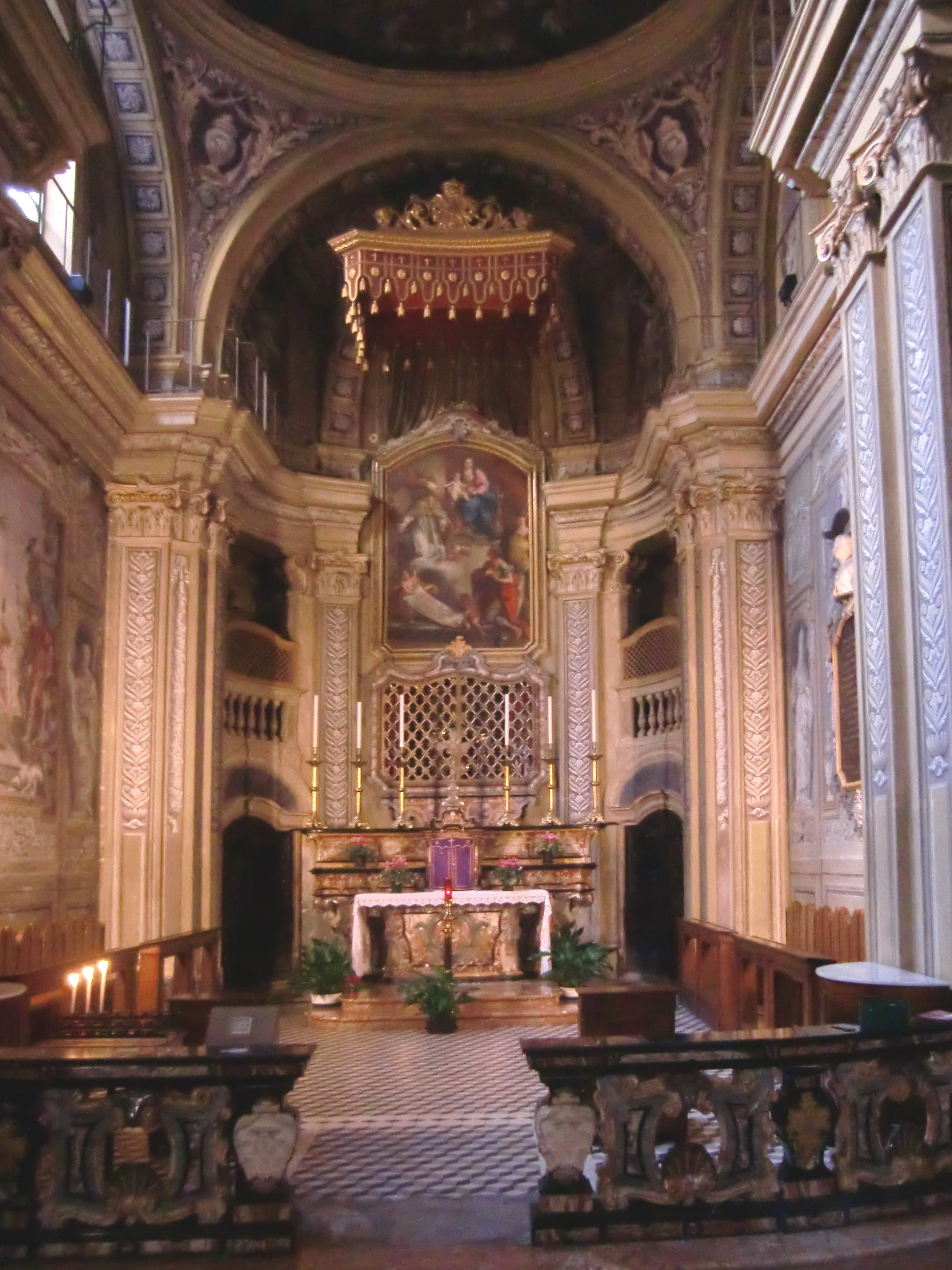
La chapelle du Saint Sacrement.

En 1516, l'évêque Bonifacio Ferrero a fait construire une nouvelle façade avec un porche de style de Bramante qui a remplacé l'ancienne façade romane. On ne connaît que certains dessins ou peintures de l'apparence de cette façade Renaissance. En 1854, elle a été remplacée par la façade néo-classique actuelle lorsque l'extension de la cathédrale a été décidée. L'œuvre a été réalisée par l'architecte Gaetano Bertolotti, inspiré par les modèles palladiens pour la nouvelle façade. Elle est marquée par quatre grandes colonnes de marbre soutenant le fronton triangulaire. Les statues qui l'ornent sont de Giosuè Argenti (it).
En 1761, a été construite la chapelle du Saint Sacrement en brisant pour la première fois le mur de la cathédrale et en étendant le transept gauche.
À la fin du XVIIIe siècle, des modifications plus profondes ont affecté la physionomie interne de l'église, lorsque l'évêque Ottavio Pocchettini a chargé l'architecte Giuseppe Martinez de restructurer le bâtiment dans le style rococo. Les interventions menées (avec un choix qui peut être jugé douteux) impliquent : le regroupement entre l'entrée et le tiburio (avec la démolition du pilier intermédiaire et la construction d'une seule arcade), la transformation résultante des croisées d'ogives des allées latérales remplacées par des voûtes sphériques, la transformation externe du tiburio et son masquage interne. Toujours à l'initiative de l'évêque Pocchettini, les stalles du chœur ont été remplacées, des décorations en stuc ont été faites et le peintre Giovanni Cogrossi a été chargé d'effectuer des travaux d'embellissement du presbytère et des chapelles.

### Articles liés
- Diocèse d'Ivrée
- Liste des évêques d'Ivrée
- Liste des cathédrales d'Italie
- Chapelle Tre Re d'Ivrée